# S-gruppen
S-gruppen (finsk: S-ryhmä, svensk: S-gruppen) er et finsk detailhandelskooperativ med hovedkvarter i Helsinki. S Group's omsætning var på 10,544 mia. Euro i 2007 og der var 35.899 ansatte. Virksomheden er etableret i 1904. Den består af 22 regionale kooperativer, som opererer over hele Finland i markedet for dagligvarer, udvalgsvarer, tankstationer, hoteller og restaurant-services, jordbrugs relaterede varer og bilsalg. Det fulde navn for kooperativet er Suomen Osuuskauppojen Keskuskunta (SOK). Det er engageret i tæt konkurrence med Kesko, med hvem de deler en oligopol lignende position på flere markeder.
Koncernen har forretninger i Finland, Estland, Letland, Litauen og Rusland.
Organisationens loyalitetskort kaldes for S-Etukortti.

## Ejerskab
Kunderne kan investere et mindre beløb og blive kundeejer. En kundeejer modtager et medlemskort, S-Etukortti, som fungerer som et betalingskort eller et kreditkort. For de penge der benyttes i S-gruppens butikker udbetales en Bonus, som tilbagebetales på S-Bank konto. Bonussen varierer fra 1 % til 5 % alt efter, hvor stort et beløb der benyttes.

## Lokale kooperativer
S-gruppen består af 22 regionale kooperativer og 13 lokale kooperativer. Totalt set havde de 1,7 mio. medlemmer i 2007, et antal der er vokset fra 1,2 mio. 2003. Omsætningen fra medlemmerne var på 6,8 mio. og 263 mio. blev betalt i Bonus.

## Supermarkeder
S-gruppen driver fire forskellige supermarkedskæder:
- Sale – en kæde af små købmandsbutikker, primært lokaliseret på landet og i mindre byer, med fokus på service snarere end udvalg. Sale-butikker tilbyder ofte kun hverdagsdagligvarer. Der er omkring 170 Sale-butikker i Finland.
- Alepa – dette er lig med Sale i Storhelsinki-regionen – der er omkring 70 Alepa butikker i forstæderne til Helsinki og de nærliggende byer.
- S-market – større supermarkeder med et større udvalg af varer og ofte med tillægsservices. Det er den største af S Group's supermarkedskæder, med omkring 400 butikker i Finland.
- Prisma – en hypermarked-kæde med omkring 50 butikker i Finland og de baltiske lande, i de større byer.

Den største salgsomsætning stammer fra S-market (49 %) og fra Prisma 39 %.
S-gruppens supermarkeder driver de private brand Rainbow og Kotimaista, for produkter der er fremstillet i Finland og no-frills X-tra i partnerskab med Coop Trading en nordisk indkøbsorganisation. Non-food produkter markedsføres under House-navnet.
S-gruppen er vokset betydeligt i Finland de seneste år, og den er vokset ved organisk vækst og ved opkøb.

## Øvrige forretningsområder
S-gruppen driver også Sokos en kæde af stormagasiner, ABC tankstationer, hotel-kæden Sokos Hotels, flere restaurant brands såsom Rosso, Sevilla og Amarillo, Agrimarket, som sælger jordbrugs- og DIY-forsyninger og en række bilforhandlere for Peugeot.

## S-Bank
S-gruppen driver Finlands første supermarkedsbank, S-Bank (S-Pankki Oy)